# Thea Fleming
Pour les articles homonymes, voir Fleming et Flemming.
Thea Fleming, parfois écrit Thea Flemming, née en 1942 à Sittard, est une actrice et mannequin néerlandaise. Elle a surtout travaillé en Italie sous le pseudonyme Isabella Biancini.

## Biographie
Thea Fleming a commencé sa carrière en 1960 comme sosie néerlandais de Brigitte Bardot.

## Filmographie partielle
- 1960 : Ça s'est passé à Rome (La giornata balorda) de Mauro Bolognini (non créditée)
- 1961 : Letto a tre piazze de Steno : Thea (non créditée)
- 1961 : Mariti a congresso de Luigi Filippo D'Amico
- 1962 : Jeunes Gens au soleil (Diciottenni al sole) de Camillo Mastrocinque
- 1963 : Les Monstres (I mostri) de Dino Risi : Marilina la prostituée (segment Vernissage, non créditée)
- 1963 : Le Succès (Il successo) de Dino Risi et Mauro Morassi (non créditée)
- 1963 : Taur, il re della forza bruta d'Antonio Leonviola : Illa
- 1964 : I marziani hanno 12 mani de Castellano et Pipolo
- 1965 : Opération contre-espionnage (Asso di picche - Operazione controspionaggio) de Nick Nostro : blonde
- 1965 : Salome '73 (en) d'Odoardo Fiory
- 1966 : Il nostro agente a Casablanca (en) de Tulio Demicheli : Ingrid van Heufen
- 1966 : Mondo pazzo... gente matta! de Renato Polselli : Anna la fiancée de Maurizio
- 1967 : Hold-up au centre nucléaire (L'assalto al centro nucleare) de Mario Caiano : Huguette
- 1969 : Dans l'enfer des sables (Uccidete Rommel) d'Alfonso Brescia : auxiliaire féminin
- 1972 : Come fu che Masuccio Salernitano, fuggendo con le brache in mano, riuscì a conservarlo sano de Silvio Amadio